# Italiens Grand Prix 1966
Italiens Grand Prix 1966 var det sjunde av nio lopp ingående i formel 1-VM 1966.  

## Resultat
1. Ludovico Scarfiotti, Ferrari, 9 poäng
2. Mike Parkes, Ferrari, 6
3. Denny Hulme, Brabham-Repco, 4
4. Jochen Rindt, Cooper-Maserati, 3
5. Mike Spence, Reg Parnell (Lotus-BRM), 2
6. Bob Anderson, DW Racing Enterprises (Brabham-Climax), 1
7. Bob Bondurant, Team Chamaco Collect (BRM)
8. Peter Arundell, Lotus-BRM (varv 63, motor)
9. Giacomo Russo, Lotus-Climax

### Förare som bröt loppet
- Giancarlo Baghetti, Reg Parnell (Ferrari) (varv 59, för få varv)
- Jim Clark, Lotus-BRM (58, växellåda)
- Jo Siffert, R R C Walker (Cooper-Maserati) (46, motor)
- Lorenzo Bandini, Ferrari (33, tändning)
- John Surtees, Cooper-Maserati (31, bränsleläcka)
- Richie Ginther, Honda (16, olycka)
- Jack Brabham, Brabham-Repco (7, oljeläcka)
- Dan Gurney, Eagle-Weslake (7, motor)
- Jackie Stewart, BRM (5, bränsleläcka)
- Joakim Bonnier, Jo Bonnier (Cooper-Maserati) (3, gasspjäll)
- Graham Hill, BRM (0, motor)

### Förare som ej kvalificerade sig
- Phil Hill, Eagle-Climax
- Chris Amon, Amon (Brabham-BRM)